# Raparna luteoflaveola
Raparna luteoflaveola är en fjärilsart som beskrevs av Turati och Krüger 1936. Raparna luteoflaveola ingår i släktet Raparna och familjen nattflyn. Inga underarter finns listade.